# Чурдаф
Чурдаф (таб. Чвӏурдаф) — село в Табасаранском районе Республики Дагестан (Россия). Входит в Сельсовет Кужникский.

## География
Село Чурдаф расположено в 6 км к западу от районного центра — села Хучни, на западе граничит с селом Кюрек, на северо-западе с селом Цантиль.

## Инфраструктура

### Культура
- Центр традиционной культуры народов России.[2]

### Здравоохранение
- Фельдшерский пункт.[3]

## Население
| 1895 | 1926 | 1939 | 1970 | 1989 | 2002 | 2010 |
| ---- | ---- | ---- | ---- | ---- | ---- | ---- |
| 173  | ↗182 | ↗199 | ↗215 | ↗265 | ↗387 | ↗443 |
| 2021 |      |      |      |      |      |      |
| ↗514 |      |      |      |      |      |      |